# Language Acquisition Device
Die Language Acquisition Device (LAD) ist ein von Noam Chomsky postuliertes Modul im Gehirn, das für den Spracherwerb erforderliches Wissen um Sprache und Grammatik enthält. Das Language-Acquisition-Device-Modell (LAD) ist ein nativistisches Konzept zum Spracherwerb. Dem nativistischen Ansatz zufolge ist ein angeborenes Vorwissen Grundlage des Spracherwerbs, weil ein Sprachenlernen nur aufgrund von dem, was das Kind als sprachlichen Input aus seiner Umgebung aufnimmt, nicht möglich wäre. 

## Grundannahmen
Ausgangspunkt für die Postulierung einer Language Acquisition Device ist das sogenannte Poverty-of-the-Stimulus-Argument: Der Input, den ein Kind während des Spracherwerbs erhält, ist zu unvollständig und fehlerbehaftet, um für den Spracherwerb auszureichen. Das Kind hört weder alle theoretisch möglichen Sätze einer Sprache, noch sind die sprachlichen Äußerungen, die das Kind in seinem Zuhause hört, immer fehlerfrei: Versprecher oder abgebrochene Sätze sind nicht ungewöhnlich. Deshalb muss laut Chomsky davon ausgegangen werden, dass angeborenes Vorwissen den Spracherwerb unterstützt und steuert.
Die Grundannahme des LAD-Modells besteht darin, dass jedes Kind von Geburt an ein Wissen um Sprache und Grammatik hat. Zu den wichtigsten Bestandteilen der Language Acquisition Device gehören:
- Sprachuniversalien: Zu Sprachuniversalien zählen einerseits formale Universalien wie z. B. Transformationsregeln, ein grammatischer Regelapparat. Andererseits gehören dazu sogenannte substantielle Universalien wie z. B. das Wissen darüber, wie sich sprachliche Laute von nicht-sprachlichen Laute unterscheiden oder dass Sprachen Substantive und Verben enthalten.[2]
- Hypothesenbildungsverfahren: Wenn das Kind während des Spracherwerbs sprachlichen Input erhält, wird dieser Input mit den Sprachuniversalien abgeglichen, über die das Kind dank Language Acquisition Device verfügt. Auf der Basis dieses Inputs erstellt das Kind Hypothesen darüber, welche sprachlichen Regeln möglicherweise zum Input passen. Wenn das Kind z. B. eine Reihe von Sätzen mit dem Satzbau "Subjekt-Verb-Objekt" hört, kann es die Hypothese aufstellen, dass es sich bei der zu erwerbenden Sprache um eine SVO-Sprache handelt.
- Hypothesenbewertungsverfahren: Wenn das Kind mehrere Hypothesen zu sprachlichen Regeln aufgestellt hat, die zum sprachlichen Input passen, muss es noch über einen Mechanismus verfügen, mit dem es zwischen mehreren Hypothesen entscheiden kann.[3][4]

## Kritik
Am Konzept des Language Acquisition Device wurde kritisiert, dass das Hypothesenbildungsverfahren nicht ausreichend erklärt, warum Spracherwerb in Phasen erfolgt, die bei allen Kindern in etwa gleich ablaufen: Auf eine Babbelphase folgt eine Ein-Wort-Phase, gefolgt von der Kombination erster Wörter zu einfachen Konstruktionen wie Mama da bis hin zu einfachen und später komplexen Sätzen. Damit diese Spracherwerbsstufen erklärlich sind, müsste es in der Hypothesenbildung des Kindes systematische Abstufungen geben. Dazu macht das Language-Acquisition-Device-Modell aber keine Aussagen. Auch die Hypothesenbewertung im Language Acquisition Device wurde kritisiert: Damit das Kind Hypothesen bewerten kann, benötigt es den Input, dass einige seiner Hypothesen falsch sind. Diese Art von Input liegt aber in der Regel beim natürlichen Spracherwerb nicht in systematischer Form vor.
Gegen den Nativismus Chomskys wird außerdem allgemein angeführt, dass für die sehr starke These, sprachliches Wissen sei angeboren, lediglich das Poverty-of-the-Stimulus-Argument vorgebracht wird, aber keine weiteren detaillierten Ausführungen. Ferner gibt es neben Chomskys Nativismus eine Reihe von alternativen Erklärungsansätzen für den Spracherwerb, z. B. von Jean Piaget, deren Modelle ohne ein Language Acquisition Device oder eine Universalgrammatik auskommen.

## Weiterentwicklungen
Chomsky hat das Konzept der Language Acquisition Device inzwischen zugunsten von Weiterentwicklungen seiner Theorie aufgegeben, insbesondere durch das Prinzipien- und Parameter-Modell in der Rektions- und Bindungstheorie und im Minimalistischen Programm. Die Hypothesenbildung und -bewertung der Language Acquisition Device ist im Prinzipien- und Parametermodell durch eine Universalgrammatik mit universellen Prinzipien ersetzt. Die universellen Prinzipien werden durch eine enge Auswahl von Optionen (Parametern) ergänzt, aus denen das Kind aufgrund des sprachlichen Inputs aus seiner Umgebung wählen kann.